# Dés Mihály
Dés Mihály (Budapest, 1950. február 4. – Barcelona, Spanyolország, 2017. május 18.) magyar író, műfordító, szerkesztő, újságíró. Dés László bátyja.

## Élete
Dés Mihály és Klingenberg Magda (1923–2013) fia. A Szilágyi Erzsébet Gimnáziumban érettségizett, majd az Eötvös Loránd Tudományegyetem magyar-spanyol szakán diplomázott. Ezt követően az Európa és Gondolat kiadónál, a Nagyvilág folyóiratnál dolgozott szabadfoglalkozásúként. Julio Cortázar, Alejo Carpentier, továbbá kortárs kubai és latin-amerikai írók munkáit fordította magyarra ebben az időben. 1986-ban spanyol feleségével Barcelonába költözött. 1986-ban főszerepet játszott Bacsó Péter által rendezett Banánhéjkeringő című filmben, majd 1988-ban A dokumentátor című filmben is.
Spanyolországban 1989 és 1992 között a Quimera irodalmi folyóirat főszerkesztője volt. 1990 és 1993 között az El Observador napilapnak az irodalmi mellékletének szerkesztését irányította. 1994-ben megalapította a Lateralt, amely a spanyol és latin-amerikai irodalom meghatározó folyóirata volt 2006-os megjelenéséig. Tanított a Barcelonai Központi Egyetemen is.
Első regénye, a Pesti Barokk 2013-ban jelent meg. Következő regénye a 77 pesti recept egy évvel később. Spanyolul elbeszéléseket is publikált.
2015-ben Esterházy Péter és Konrád György ajánlásával jelentkezett a Szépírók Társaságába, de kérelmét elutasították. Ezt követően nyílt levélben fordult a társaságához, amellyel egy hosszú vita vette kezdetét a hazai irodalmi életben.
Hosszan tartó betegség után 2017. május 18-án egy barcelonai kórházban hunyt el.

## Művei
Regények
- Pesti barokk; Magvető, Budapest, 2013
- 77 pesti recept; Corvina, Budapest, 2014

Mesekönyvek
- Ancsa és Pancsa a fürdőszoba fogságában és egyéb történetek; Kolibri, Budapest, 2016
- Ancsa és Pancsa meg a vadmalacok (2017)

Műfordítások
- Julio Cortázar: Nagyítás (novellák, többekkel közösen, 1977)
- Alejo Carpentier: Irodalom és politikai tudat Latin-Amerikában (1979)
- Kötélen a Niagara felett. Mai latin-amerikai drámák; vál., utószó, jegyz. Dés Mihály, ford. Dés Mihály et al.; Európa, Budapest, 1982 (Drámák)
- Ariel és Kalibán – A latin-amerikai esszé klasszikusai (esszék, többekkel közösen, 1984)
- Antón Arrufat: Három egyfelvonásos; ford. Dés Mihály; MSZI, Budapest, 1986 (Drámák a baráti országokból)
- Minden vasárnap – Mai kubai drámák (Angelus Ivánnal, 1986)
- Julio Cortázar: Kronópiók és fámák története (elbeszélések, többekkel közösen, 2006)
- Heyman Éva: Éva lányom (He vivido tan poco. Diario de Eva Heyman); spanyolra ford. Dés Mihály; NED, Barcelona, 2016

Szerkesztések
- Minden vasárnap – Mai kubai drámák (1986)
- Hacsak úgy nem... Zsidó alapviccek Dés Mihály válogatásában; Corvina, Budapest, 2014
- Budapest, ha leszáll az est / Budapest nach Einbruch der Dunkelheit / Budapest when evening falls; fotó Fekete Gábor, szöveg Dés Mihály; Corvina, Budapest, 2016